# Allgemeine Geschäftsbedingungen (Österreich)
Allgemeine Geschäftsbedingungen (AGB) werden zur Vereinheitlichung der abzuschließenden Geschäfte formuliert. Auf Basis der AGB sollen die Verträge zustande kommen. Die Verwendung von AGB bietet sich an, wo viele inhaltlich weitgehend gleiche Verträge abgeschlossen werden. Ist der Vertragspartner Verbraucher im Sinne des Konsumentenschutzgesetzes (KSchG) gelten zahlreiche zwingende Sonderregelungen.
Die Richtlinie 93/13/EWG wurde in Österreich im (KSchG) umgesetzt, insbesondere sind die Regelungen über „Unzulässige Vertragsbestandteile“ in § 6 KSchG enthalten. Es ist empfehlenswert, eine gesonderte AGB-Version für Verbrauchskunden zu erstellen.

## Geltung der AGB
Die Geltung von AGB müssen die Vertragspartner vereinbaren. Es genügt nicht, die gewünschten AGB beispielsweise in der Firma auszulegen oder auszuhängen. Das bloße Übermitteln zusammen mit dem Auftragsangebot bedeutet noch nicht, dass der Vertragspartner die AGB kennt und akzeptiert. Das Abdrucken von AGB auf Rechnungen oder Lieferscheinen bleibt in der Regel ohne Wirkung. Um ausschließen zu können, dass der Vertragspartner später die Geltung der AGB bestreitet, sollte anlässlich des Vertragsabschlusses besonders deutlich auf deren Geltung hingewiesen werden.

## Rahmenvereinbarung
Bei ständigen Geschäftsbeziehungen mit Vertragspartnern empfiehlt es sich, einmalig und im Vorhinein eine Rahmenvereinbarung zu treffen, dass sämtliche künftigen Geschäfte nur auf der Basis bestimmter und nachweislich akzeptierter AGB zustande kommen.

## Nachteilige, ungewöhnliche und überraschende Klauseln
Wurde der Vertragspartner nicht besonders auf nachteilige, ungewöhnliche oder überraschende Klauseln in AGB oder Vertragsformblättern hingewiesen, gelten diese nicht. Das gilt auch, wenn der Vertragspartner nach den Begleitumständen des Vertrags und dem äußeren Erscheinungsbild mit ihnen rechnen musste.
Ob eine Klausel in AGB Überrumpelungs- oder Übertölpelungseffekt hat und deshalb unwirksam ist, muss im konkreten Einzelfall beurteilt werden. Dies hängt auch von der Branchenüblichkeit und dem Erwartungshorizont des Adressatenkreises ab.

## Sachlich angemessene AGB
Sollten AGB die Position des Vertragspartners unbillig verschlechtern und ein grobes Missverhältnis zwischen Leistung und Gegenleistung bewirken, verstoßen sie gegen die guten Sitten und gelten daher nicht. Ob bzw. wann das der Fall ist, entscheiden unter Berücksichtigung aller konkreten Umstände die Gerichte.
Bestimmungen in AGB, die einen Vertragspartner gröblich benachteiligen und nicht die vertraglichen Hauptleistungen betreffen, sind jedenfalls nichtig und damit ungültig. Ob eine gröbliche Benachteiligung des Vertragspartners bei einem Nebenpunkt anzunehmen ist, richtet sich nach den jeweiligen Umständen des konkreten Falls im Zeitpunkt des Vertragsabschlusses und danach. Außerdem danach, ob es eine sachliche Rechtfertigung für die Abweichung von der allgemeinen Rechtslage gibt.

## Verwendung widersprüchlicher AGB
Verwenden beide Vertragspartner AGB, die sich aber widersprechen, ist weder die eine noch die andere Klausel wirksam. Vielmehr kommt die grundsätzliche gesetzliche Regelung zur Anwendung (Knock-Out-Regel).

## Auslegung unklarer AGB
Undeutliche Bestimmungen werden zum Nachteil des Vertragspartners ausgelegt, der die Formulierung gewählt hat. Bei Konsumentengeschäften sind undeutliche Klauseln zur Gänze unwirksam.

## Sichtbarkeit der AGB in Geschäftsräumen
Gewerbetreibende, die regelmäßig AGB verwenden, sind zur Auflage oder zum Aushang in den für Kundenverkehr bestimmten Geschäftsräumen verpflichtet. Bei Missachtung kann die zuständige Gewerbebehörde eine Geldstrafe bis zu 1.090 Euro verhängen. Für einzelne Branchen (z. B. Banken, Versicherungen, Telekommunikationsunternehmen etc.) bestehen bei Verwendung von AGB weiterreichende rechtliche Verpflichtungen.

## Schriftform in AGB
Außerhalb des Konsumentenschutzgesetzes kann in AGB Schriftform verlangt werden. Im Anwendungsbereich des Konsumentenschutzgesetzes ist zu unterscheiden, ob es sich um eine Erklärung des Unternehmers an den Verbraucher oder des Verbrauchers an den Unternehmer handelt. Lediglich in letzterem Fall darf in der Regel Schriftform verlangt werden.

## Wichtige Hinweise
Im Anwendungsbereich des Konsumentenschutzgesetzes gibt es zahlreiche weitere zwingende Sonderregelungen. Zudem können bei Verwendung gesetzwidriger oder unklar bzw. unverständlich formulierter Klauseln gegenüber Konsumenten Vereinigungen wie der Verein für KonsumenteninformationI (VKI) und die Arbeiterkammer (AK) den Unternehmer auf Unterlassung klagen (Verbandsklage).

## Häufig verwendeten Klauseln

### Ausschluss von Schadenersatzansprüchen
Der Ausschluss der Haftung für Personenschäden ist generell unwirksam. Ansonsten sind Haftungsausschlüsse sowie die Verkürzung der Verjährungsfristen oder Änderungen der Beweislastverteilung außerhalb des KSchG weitgehend möglich.
Im Anwendungsbereich des KSchG kann die Haftung nur für leichte Fahrlässigkeit ausgeschlossen werden. Fristen können weder verkürzt noch kann die Beweislastverteilung bei Konsumentengeschäften geändert werden.

### Ausschluss von Gewährleistungsansprüchen
Gewährleistungsansprüche können in AGB im Anwendungsbereich des KSchG nicht verändert oder gar ausgeschlossen werden. Es drohen Verbandsklagen des VKI, der AK oder ähnlichem. Außerhalb des KSchG herrscht weitgehend Vertragsfreiheit.

### Eigentumsvorbehalt
Da der Eigentumsvorbehalt im Falle der Weiterveräußerung der Sache regelmäßig hinfällig wird, sollte schon vorweg die Abtretung der Kaufpreisforderung gegen den Dritten an den Vorbehaltsverkäufer vereinbart werden.

### Aufrechnungsverbote
Diese erleichtern die Einbringlichkeit von Forderungen unter Umständen extrem, da Gegenforderungen nicht aufrechnungsweise geltend gemacht werden können. Derartige Verbote sind im Anwendungsbereich des KSchG aber weitgehend unzulässig.